# Tatvan
Tatvan (armenisch Դատվան Datwan, kurdisch Tetwan) ist eine auf 1690 m Höhe am Vansee gelegene Stadt und Hauptstadt des Landkreises Tatvan in der osttürkischen Provinz Bitlis. Die Stadt beherbergt 81 Prozent der Landkreisbevölkerung und wird größtenteils von Kurden bewohnt.

## Geographie
Der Landkreis befindet sich im Westen und Süden des Vansees und grenzt im Norden an den Kreis Ahlat, im Südwesten an den zentralen Landkreis (Merkez) Bitlis sowie im Süden an den Landkreis Hizan. Eine externe Grenze zur Provinz Van (Landkreis Gevaş) besteht im Osten des Kreises.

Tatvan befindet sich in der Nähe des Nemrut, eines erloschenen Vulkans, den man von der Stadt aus am nördlichen Horizont sehen kann.

## Landkreis
Der Landkreis Tatvan ist flächenmäßig der größte in der Provinz Bitlis und verzeichnet auch die höchste Bevölkerungszahl aller Kreise. Seine Bevölkerungsdichte (50,2) liegt über dem Provinzdurchschnitt (42,3 Einw. pro km²). Der Landkreis Tatvan wurde ebenso wie der Nachbarkreis Hizan Anfang 1936 gebildet und umfasst neben der Kreisstadt noch 57 Dörfer (Köy), von denen 17 mehr Einwohner als der Durchschnitt (316) haben. Drei bewohnen mehr als 1000 Menschen: Sarıkum (1918), Kıyıdüzü (1564) und Benekli (1227 Einw.).

## Geschichte
Bereits zu urartäischen Zeiten um das 9. Jahrhundert V. u. Z. befand sich auf dem Gebiet der heutigen Stadt eine Festung. Evliya Çelebi berichtet in seinem Reisebericht Seyahatnâme aus dem 17. Jahrhundert von der zerstörten Festung Taḥt-ʾi Van, die das Volk der Kurden Tatvan nennt. Sie war von Zal Pascha erbaut und vom safawidischen Schah Tahmasp I. zerstört worden und zur Zeit von Çelebis Besuch eine Staatsdomäne (ḥaṣ) des Paschas von Van. An ihrer Stelle befand sich eine burgähnliche, mächtige Karawanserei, die an einem natürlichen Hafen lag.
Die im Stadtsiegel abgebildete Jahreszahl 1936 dürfte auf das Jahr der Erhebung zur Gemeinde (Belediye/Belde) hinweisen.

## Verkehr
Tatvan liegt an der Durchgangsstraße von Elazığ nach Van, die weiter in den Iran führt. Es gibt Fernbusse in viele wichtige Städte der Türkei und Dolmuşs, eine Art Sammeltaxi, in die Ortschaften der näheren Umgebung.
Mit der Fertigstellung des letzten Streckenabschnitts zwischen Muş und Tatvan wurde die Stadt im Oktober 1964 an die ab 1946 abschnittsweise in Betrieb genommene  Bahnstrecke Elazığ–Tatvan angeschlossen. Die Stadt verfügt über zwei Bahnhöfe: Tatvan Gar bedient das Stadtzentrum, die Anlegestation Tatvan İskele bildet den Endpunkt der Strecke am Vansee. Von dort verkehrt eine Eisenbahnfähre, die die Verbindung zur Bahnstrecke Van–Täbris herstellt. Dreimal wöchentlich verkehrt ein Zugpaar Karma zwischen Tatvan und Elazığ. Wöchentlich verkehren Zugpaare des Vangölü Ekspresi zwischen Istanbul und Tatvan, des Trans Asya Ekspresi zwischen Ankara und Teheran und bis zum syrischen Bürgerkrieg des Tahran Şam Ekspresi zwischen Teheran und Damaskus.

## Kultur und Sehenswürdigkeiten
Tatvan beherbergt eine um 1537 erbaute Therme.
Die Stadt eignet sich als Ausgangspunkt für Ausflüge zur Insel Akdamar und zum Krater des Vulkans Nemrut. Auch der Berg Süphan Dağı ist von Tatvan einfach erreichbar.

## Rezeption
In einem kurdisch-nationalistischen Volkslied wird Tatvan als die „Rose Kurdistans“ bezeichnet.